# Guido Kübeck
Guido Freiherr Kübeck von Kübau, auch Guido Kübeck von Kübau oder Guido Freiherr von Kübeck (* 13. Januar 1829 in Wien; † 22. November 1907 in Graz) war ein österreichischer Verwaltungsjurist, hoher Beamter und Politiker. Als Statthalter in Steiermark war er von 1870 bis 1895 der höchste Vertreter der österreichischen Zentralregierung in diesem Kronland. Von 1873 bis 1879 war er Abgeordneter zum österreichischen Reichsrat.

## Beruf und Familie
Guido Kübeck war Sohn des Hofrats der Vereinigten Hofkanzlei Alois Freiherr Kübeck von Kübau (1787–1850). Er besuchte von 1840 bis 1848 das Theresianum in Wien und studierte danach bis 1850 Rechtswissenschaft an der Universität Innsbruck. Im Jahr 1850 wurde er Konzeptspraktikant an der Kreisregierung in Innsbruck, danach am Bezirksamt im damals noch zu Österreich gehörenden Bozen. 1852 wurde er Konzeptsadjunkt, 1853 Vizesekretär und 1856 Statthaltereisekretär an der Statthalterei für das damalige Kronland Lombardei in Mailand. Im Jahr 1857 wurde er dem Innenministerium in Wien zugeteilt. Im April 1859 wurde er Präsidialsekretär an der Statthalterei in Mailand. Nach der Räumung der Lombardei infolge der österreichischen Niederlage im Sardinischen Krieg im selben Jahr wurde er wieder dem Innenministerium zugeteilt. 
Im November 1859 wurde er Rat an der Landesregierung von Krain in Laibach (Ljubljana), 1860 an der Statthalterei für das Österreichische Küstenland in Triest und 1861 wieder in Laibach. Im Jahr 1863 wurde er Bezirkshauptmann in Görz, 1868 Landespräsident von Kärnten in Klagenfurt, d. h. der höchste Vertreter des Kaisers und der österreichischen Zentralregierung in diesem Kronland. Von 1870 bis zu seinem Ruhestand im Jahr 1895 war Kübeck Statthalter (eine dem Landespräsidenten entsprechende Position) der Steiermark in Graz.
Von 1891 bis 1907 war Guido Kübeck Präsident des Landes- und Frauen-Hilfsvereins vom Roten Kreuz für die Steiermark. Im Jahr 1891 wurde er Ehrenbürger der Stadt Weiz. Er trug auch den Titel Wirklicher Geheimer Rat.
Er war römisch-katholisch und ab 1865 verheiratet mit Angelique Gräfin Auersperg, mit der er drei Töchter und einen Sohn hatte. Weitere Kinder sind jung verstorben. Er war der Neffe von Karl Friedrich Freiherr von Kübeck (1780–1855) und der Schwiegersohn von Josef Graf Auersperg (1812–1883). Außerdem war er der Schwager von Erwin Graf Auersperg (1850–1918) und der Bruder des Vatikan-Botschafters Alois Freiherr Kübeck von Kübau (1818–1873).

## Politische Funktionen
Guido Kübeck war vom 4. November 1873 bis zum 22. Mai 1879 Abgeordneter des Abgeordnetenhauses im Reichsrat (V. Legislaturperiode) und vertrat dort für das Kronland Steiermark die Kurie Landgemeinden 1 (Graz, Voitsberg, Wildon). Er saß dort im Parlamentsklub des Zentrums.